# Bravos de Piedras Negras
Los Bravos de Piedras Negras fue un equipo que participó en la Liga Nacional de Baloncesto Profesional con sede en Piedras Negras, Coahuila, México.

## Historia

### Antecedentes del Equipo
El equipo nace por una ilusión personal del Lic. Gabriel Villarreal Mendoza de llevar un deporte sano y familiar a su ciudad natal Reynosa, Tamaulipas; sin embargo por iniciativa del Gobierno Municipal de la ciudad de Piedras Negras, Coahuila solicitan acoger al equipo brindando su casa para tan noble proyecto.
Esta temporada 2008–2009 será la segunda del equipo en esta ciudad, y por la calidez de su gente y la gran afición que ha demostrado ser Piedras Negras, es sin duda lo que ha provocado a formar un equipo más sólido y digno de tan afable afición.

### Reseñas

#### Piedras Negras
Los Bravos juegan en la ciudad de Piedras Negras, la cual es una ciudad fronteriza del noreste de México en el estado de Coahuila. El municipio está situado en la Región Norte de Coahuila, cuenta con una población aproximada de 150,000 habitantes y una extensión de 914.2 km². Limita al norte con el municipio de Jiménez, al sur con el municipio de Nava, al oeste con el municipio de Zaragoza y al este con la ciudad de Eagle Pass, Texas.

#### Gimnasio "Santiago V. González"
El Gimnasio "Santiago V. González" fue construido en el año de 1982 como un proyecto enfocado principalmente para la niñez de la ciudad de Piedras Negras. Cuenta con una capacidad para 6,500 personas y ha albergado grandes espectáculos de figuras de la talla de Vicente Fernández, Alejandra Guzmán, etc.

## Jugadores

### Roster actual
- Couch: José Adriano Diloné "Joselito" (Dominicano)
- Josué "Danny" Puente
- Álex Robles
- Marco Hernández
- Esteban De la Rosa
- Ervin Murray
- Daimon Gonner
- Anthony Fuqua
- Julio Solano
- Franklin Western

Los jugadores Ervin Murray, Daimon Gonner, y Franklin Western, debido a desacuerdos con el contrato dejaron el club.

### Jugadores destacados
- Galen Robinson: El jugador más valioso del Juego de Estrellas 2006